# GAL (película)
GAL es una película española de 2006 dirigida por Miguel Courtois y producida por El Mundo TV, bajo la dirección de Melchor Miralles.

## Argumento[1]
Dos periodistas españoles, Manuel Mallo (José Garcia) y Marta Castillo (Natalia Verbeke), investigan una trama de corrupción sobre la guerra sucia contra la banda terrorista ETA. Estos periodistas pertenecían en un principio al Diario 16, cuyo director fue cesado al tener indicios de la investigación. Posteriormente el diario El Mundo fue el encargado de sacar la noticia a la luz. El subcomisario Paco Ariza (Jordi Mollà) interpreta a un supuesto policía corrupto que en la vida real representaría a José Amedo.

## Comentarios
Basado en hechos reales de la reciente historia de España.
El equipo de rodaje ha sido el mismo que en la película de El Lobo. Además, se da la casualidad, de que José Coronado da vida a un personaje que se llama Ricardo, igual que lo hiciera en la película de El Lobo, aunque tan solo aparece al principio de la película que será, digamos, la moraleja de toda la investigación. A la pregunta "¿Es usted el jefe de los GAL?" responde "Fíjate si fuera verdad y tú lo hubieras descubierto. Tu vida no valdría ni dos pesetas". Esta frase hace suponer que representa al Teniente General Andrés Cassinello, a quien también se le preguntó aquello y cuya respuesta fue la misma.
El realizador Miguel Courtois no utiliza en ningún momento los nombres reales de la trama, pero se ve claramente a quiénes representan. Los tirantes del director del periódico revelan que se trata de Pedro J. Ramírez, conocido por usar ese llamativo complemento. El acento semi-andaluz del Presidente del Gobierno es similar al de Felipe González, presidente del gobierno durante los hechos en los que se basa la película, y el juez que saca el sumario del GAL adelante representa al juez Baltasar Garzón, quien jugó ese mismo papel en la realidad.

## Reparto[8]
| Actor/Actriz              | Personaje                            |
| ------------------------- | ------------------------------------ |
| José García               | Manuel Mallo                         |
| Natalia Verbeke           | Marta Castillo                       |
| Jordi Mollà               | Paco Ariza                           |
| Abel Folk                 | Pablo Codina, director del periódico |
| Pedro Mari Sánchez        | Juez Serna                           |
| Bernard Le Coq            | Presidente del Gobierno              |
| José Ángel Egido          | José Broca, Ministro del Interior    |
| Ana Álvarez               | Soledad Muñoz                        |
| Mercè Llorens             | Gracia                               |
| Ricard Borràs             | Juez Lachambre                       |
| Manuel Galiana            | Alberto de Celis                     |
| Tomás del Estal           | Marcel Molina                        |
| Mar Regueras              | Fiscal Cristina Mateos               |
| Jordi Rebellón            | Carlos Peinado                       |
| Blanca Marsillach         | Moderadora debate                    |
| José Coronado             | Ricardo Palacios                     |
| Miguel Hermoso Arnao      | Toni                                 |
| Diana Wrana               | Dama Negra                           |
| Juan Gea                  | Pablo Ortiz                          |
| Martín Bello              | Ali Hammed                           |
| Alfredo Villa             | Echellier                            |
| Antonio Ferreira          | Frazao                               |
| Pedro Miguel Martínez     | Sancaifás                            |
| Francisco Vidal           | Fernando López                       |
| Miquel Insua              | Valpuesta                            |
| Antonio Pagudo            | Secretario de Estado                 |
| Mario Martín              | Emilio Torres                        |
| Víctor Clavijo            | Víctor Carreño                       |
| Luis Carlos de La Lombana | Fernando López                       |
| Karim Chauvin             | Recepcionista Eurobuilding           |
| Juan Antonio Quintana     | Domingo Reixa                        |
| Jon Buruaga               | Mendizábal                           |
| Michel Soskine            | Fiscal Bayona                        |
| Matías Antolín            | Reportero Nº 1                       |
| Almudena Mesa             | Reportera Nº 1                       |
| Fernando Quintela         | Comprador Libro de Marta             |
| Gema Álvaro               | Reportera Nº 2                       |
| Filippo Morelli           | Reportero Nº 3                       |
| Beatriz Sánchez           | Reportera Nº 3                       |
| Guillermo S. Maldonado    | Juez Bayona                          |
| Jesús Esteban Castillo    | Camarero Riofrío                     |
| Xavier Garat              | Camarero Bar Du Marche               |
| Nicolás Lecocq            | Secretario de Prensa                 |
| Alfredo Pérez de Albéniz  | Guardia Frontera                     |
| Ramón Lorenzo             | Cabo Frontera                        |
| Carlos Manuel Díaz        | Funcionario Prisiónes                |
| Tomás Calleja             | Capitán Martín Barrios               |
| César Abades              | Pérez Urrutia                        |
| Graham Pamment            | Jefe Comando GAL                     |
| Javier Usó                | Transeúnte 1                         |
| Jacobo Miralles           | Transeúnte 2                         |
| Francisco Ubet            | Transeúnte 3                         |
| Steven Heargraves         | Transeúnte 4                         |
| Luis Fernández de Eribe   |                                      |
| Juan Meseguer             |                                      |